# Brutal Verschimmelt
Brutal Verschimmelt (BV) sind eine Punk-Band aus Kempten (Allgäu). Sie veröffentlichte 1983 ein Album über Rock-O-Rama.

## Geschichte
1980 gründete Carlo Kallen zusammen mit Schulfreunden zunächst die Band Adolf Streit & die NS-Verbrecher, aus denen zunächst Psychorotz und dann Brutal Verschimmelt wurde.
Erste Konzerte fanden im Allgäu im Umfeld der Band B.Trug statt, die als ältere Punks die jüngeren mitzogen.
B.Trug hatten zu dieser Zeit einen Plattenvertrag beim Punklabel Rock-O-Rama aus Brühl und vermittelten auch Brutal Verschimmelt dorthin. 
Ein Demo wurde an Herbert Egoldt gesandt, der die Band unter Vertrag nahm.
Egoldt lud die Band im Mai 1983 nach Köln ein, wo sie in 16 Stunden ihr Debütalbum aufnahmen.
Egoldt selbst produzierte die LP. 
Ein selbst gestaltetes Schallplattencover mit einer Antikriegscollage wurde von Egoldt verworfen und durch einen Skelettkrieger mit Irokesenschnitt, der gegen eine Art Monster kämpft, ersetzt.
Im Beiblatt wurden die linken Texte der Band nicht abgedruckt, vermutlich weil Egoldt bereits zu dieser Zeit mit dem Rechtsrock-Markt liebäugelte.
Die Band erfuhr erst bei der Zusendung ihrer 100 Freiexemplare davon.
Daraufhin besprühten sie diese LPs und legten ein Beiblatt bei, in dem sie sich erklärten.
Kurz nach Veröffentlichung des Debütalbums brach die Band auseinander, nachdem Schlagzeuger Franz ausstieg und die Band keinen Ersatz fand.
Carlo Kallen spielte später bei den Ewings, Chili Confetti, die ueblichen, sowie bei TLR (Band).
Über die Jahre wurde die LP zu einer gesuchten Rarität.
Das Album wurde 1990 ein zweites Mal aufgelegt, ohne dass die Band informiert wurde.
Im Januar 2013 erschien eine Neuveröffentlichung als Doppel-LP mit dem Titel Und die Zukunft ist doch rot über Höhnie Records.
Die LP enthält neben dem Album auch das Demotape sowie einen Live-Mitschnitt vom 25. Februar 1982.
Anlässlich dieses Re-Issues entschlossen sich drei der Urmitglieder, im Juni 2013 für neun Termine als Brutal Verschimmelt auf Deutschlandtour zu gehen.
Auch 2014 (bis zum 12. Juli) und 2022 (bis zum 29. Oktober) liefen Tourneen.
Zur Tour 2022 erschien die Live-LP Schlechtes von gestern mit einem Live-Mitschnitt des letzten Konzerts der 80er-Frühphase von BV (auf Doppel-CD mit Reissue der 1983er-LP).
Im Sommer 2024 produzierten sie – 40 Jahre nach dem Erscheinen ihres Erstlings – ihre zweite Studio-LP mit dem Titel Alles frisch!.
Sie erschien Oktober 2024 bei power-it-up als #298. Die Songs der neuen LP präsentierten sie auf ihrer 4. Deutschland-Tour im Oktober 2024.

## Diskografie
- Brutal Verschimmelt (LP, Rock-O-Rama Records) (1983)
- Und die Zukunft ist doch rot (Doppel-LP, Kompilation, Höhnie Records) (2013)
- Babylon brennt (Ruts-Cover) auf dem LP-Sampler Oi - it’s Deutschpunk, Vol.1[16] (2016)
- Ja, ja, ja auf dem Do-LP Notdurft-Tribute-Sampler[17] (2018)
- Schlechtes von gestern (Live-LP; power-it-up)[18] (2022)
- Der ganze Dreck (Doppel-CD)[19] (2022)
- Alles frisch! (LP; power-it-up)[20] (2024)

- Brutal Verschimmelt bei Discogs